# Vaxi
Vaxi is een geslacht van vlinders van de familie grasmotten (Crambidae).

## Soorten
- V. jonesella Dyar, 1914
- V. obliqua Hampson, 1919